# Parupeneus margaritatus
Parupeneus margaritatus är en fiskart som beskrevs av Randall och Guézé, 1984. Parupeneus margaritatus ingår i släktet Parupeneus och familjen mullefiskar. Inga underarter finns listade i Catalogue of Life.